# William Muhm
William James Muhm (ur. 27 czerwca 1957 w Billings) – amerykański duchowny rzymskokatolicki, biskup pomocniczy archidiecezji Wojskowej Stanów Zjednoczonych Ameryki od 2019.

## Życiorys
Urodził się 27 czerwca 1957 w Billings.
Uczęszczał do Colorado School of Mines. Uczył się w Wyższym Seminarium Duchowym w Yonkers. W latach 1998–2018 kapelan US Navy w randze kapitana. 
Święcenia kapłańskie otrzymał 13 maja 1995.
22 stycznia 2019 papież Franciszek mianował go biskupem pomocniczym archidiecezji Wojskowej Stanów Zjednoczonych Ameryki oraz biskupem tytularnym Capsus. Sakry udzielił mu 25 marca 2019 arcybiskup Timothy Broglio.